# Domenico Manzoni

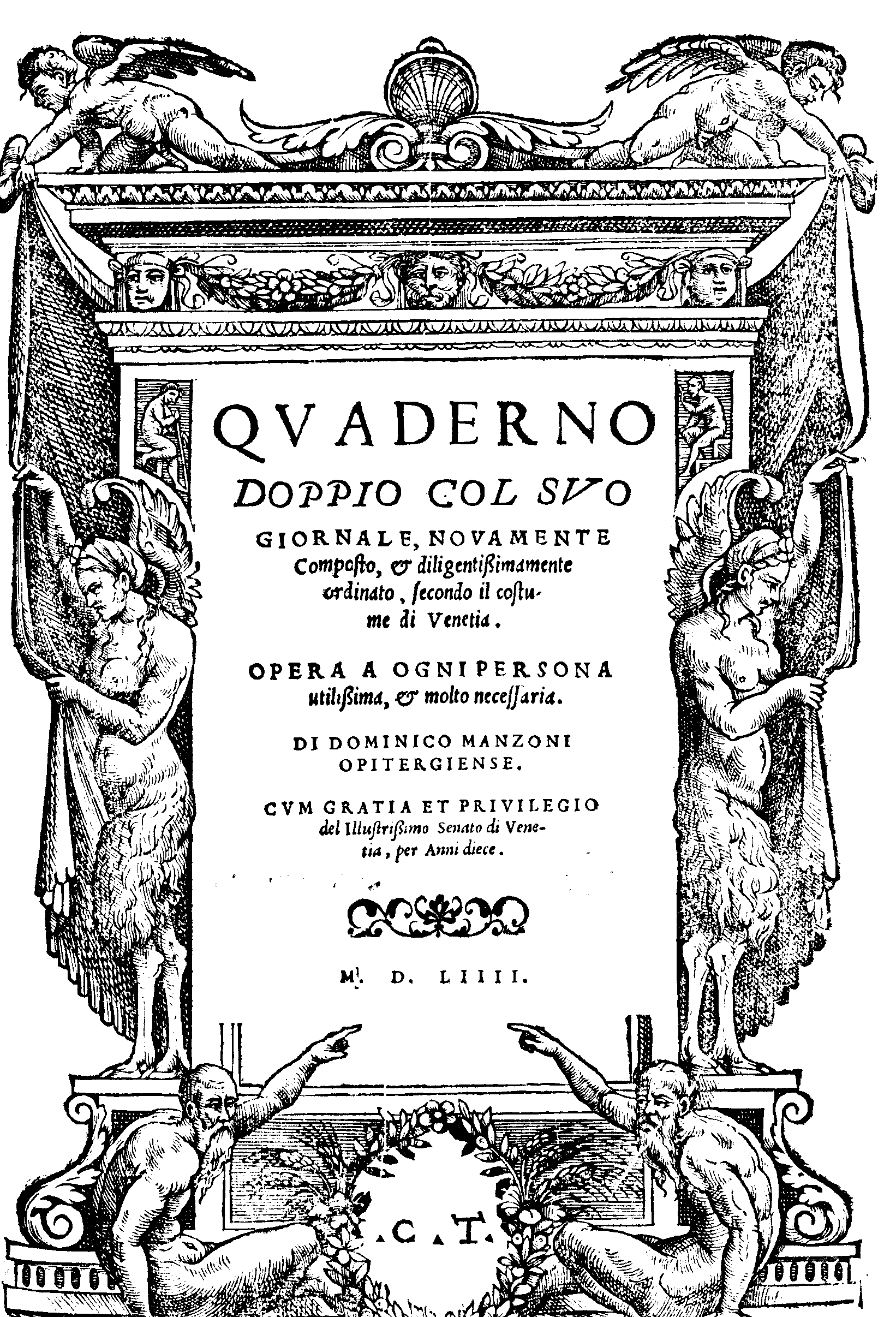
Quaderno doppio col suo giornale, 1554

Domenico Manzoni (Oderzo, XVI secolo – ...) è stato un economista italiano della Repubblica di Venezia.

## Biografia
Teorico di ragioneria, fu autore del Quaderno doppio col suo giornale novamente composto e diligentissimamente ordinato secondo il costume di Venetia (1540). La sua opera è fra le fonti dichiarate da Giacomo Venturoli per la composizione della Scorta di economia.

## Opere
- Quaderno doppio col suo giornale, novamente composto, & diligentissimamente ordinato, secondo il costume di Venezia, Venezia, Comin da Trino, 1554.